# Лимузина
Лимузина је лични аутомобил који има четворо врата, опадајући облик код врата, нешто "извученија" врата пртљажника и по облику, доста личи на лифтбек и купе.
Лимузина је било који аутомобил таквог облика каросерије, понекад се тако често називају продужене stretch лимузине које су честе у САД, а разлог томе је што се тамо за „обичне” лимузине користи искључиво појам sedan.
Лимузина је као караван, само што један део крова од каравана нема, те има више хоризонталан, него вертикалан облик. Пошто има опадајућу линију крова, има мање места за главу позади, него караван.
Лимузине су име добиле према француској провинцији Лимузен, која се налази у средишњој Француској око града Лиможа и где су становници носили шешире облика сличног оном каросерије аутомобила овог модела.
У Уједињеном Краљевству лимузина се назива saloon, у Француској berline, а у Италији berlina.
За разлику од лифтбека, с којим дели исти облик, код лимузина се не отвара задње стакло заједно са вратима пртљажника.
За разлику од купеа, с којим дели исти облик, лимузина има задња врата, што доприноси лимузини да има четири, а купе двоје врата.
Пошто се стакло са пртљажником не отвара, код некихлимузина постоји дугме или ручица у пртљажнику којом се обара седиште на задњој клупи.

## Галерија
- BMW серија 3 (G20)
- ФВ пасат Б8
- Форд мондео V (ова генерација се продаје искључиво у Кини)
- Волво S60